# عقد 800
عقد 800 هو عقد امتد بين 1 يناير 800 و31 ديسمبر 809 بحسب التقويم الميلادي. سبقه عقد 790 ولحقه عقد 810.

## مواليد
- أنسغار (801)
- خشخاش بن سعيد بن أسود (801)
- ابن الخصيب (801)
- أبو حاتم الرازي (801)
- باندينولف من كابوا (801)
- ابن السكيت (802)
- علي بن الجهم (803)
- اليعقوبي (801)
- محمد بن رائق (801)
- جوديث من بافاريا (805)
- ليون فوقاس الأكبر (801)

## وفيات
- ابن الخصيب (801)
- الفضيل بن عياض (803)
- رابعة العدوية (801)
- شقيق البلخي (809)
- شعبة بن عياش (809)
- الكسائي (805)
- باندينولف من كابوا (801)
- نصر بن شبث العقيلي (801)
- ابن علية (809)
- الفضل البرمكي (808)
- بهلول بن مرزوق (802)

## كتب
- Yves Denis Papin (1998). Chronologie de l'histoire ancienne. Lieu de publication non identifié: Éditions Jean-paul Gisserot. ISBN:2-87747-346-5. OCLC:40746926. مؤرشف من الأصل في 2022-03-16.
- موسوعة حضارة العالم (2002) لأحمد محمد عوف.

## روابط خارجية
- تصفح سنة بسنة عقد 800 على موقع onthisday.com
- تصفح سنة بسنة عقد 800 ابتداءً من سنة عقد 800 على موقع المكتبة الوطنية الفرنسية